# Туларемия
Туларемия е природноогнищно инфекциозно заболяване причинено от бактерия Francisella tularensis. Болестта е зооноза.

## Етиология
Причинител на заболяването е грам отрицателна бактерия Francisella tularensis. Образува тънка капсула, която позволява на бактерията да оцелее за няколко месеца във вода, тиня и разлагащи се трупове. Известни са два биовара: F. tularensis biovar tularensis (или тип А) и F. tularensis biovar palaearctica (или тип В). Класификацията на двата не е извършвана на антигенни различия, а на базата на биохимични особености, вирулентност и екологични характеристики.
Тип А се среща предимно в Северна Америка и е причинява от 70 до 90% от заболяванията при хората в тази част на света. Основният резервоар на инфекцията при този биовар са зайци (основно от род Sylvilagus dicei), а вектори са кърлежи. Тип В е причина за 10 до 30% от заболяванията при хората, а основен резервоар при него са гризачи. Разпространен е в Западна и Северна Европа, Сибир, Далечен изток и някои части от Централна Европа и Северна Америка.

## Епизоотология
Боледуват предимно дивите зайци, катерици, белки, водни плъхове, ондатри и др. Болестта се среща и при хищниците: лисица, чакал, вълк и дива котка, както и при ловните птици: яребица, пъдпъдък и тетрев. Човекът и кучетата са силно възприемчиви към инфекцията. От болестта най-често боледуват ловните кучета. Заразяването на кучето става по време на лов или в домашна обстановка, когато на кучето за храна се дават сурови субпродукти от болен дивеч. Разпространители на туларемията в природата са кърлежите табаниди, бълхите, кръвосмучещите насекоми, комари. За първи път болестта е диагностицирана през 1956 г. в България по ондатрите в резервата Сребърна, внесени от Русия, поради тяхната ценна кожа.
Изследване проведено сред еднокопитни от някои райони на България установява, че голям брой от животните носят високи титри на антитела за причинителя на туларемията. Това говори, че същите са вектори на разпространение на зоонозата.

## Патогенеза
Причинителят, попаднал в организма, предизвиква септицемия и поразява далака, черния дроб и лимфните възли.

## Клинични признаци

### Остра форма
Тя се характеризира с внезапна смърт непосредствено след хранене на кучето с вътрешни органи от болен див заек или друго диво животно.

### Подостра форма
При нея кучето бързо отслабва, движенията са лениви и некоординирани, подчелюстните лимфни възли са подути и болезнени при пипане, телесната температура е повишена и кучето често повръща.

## Лекуване
Лекуването е успешно при навременно поставяне на диагнозата. Болестта се лекува с антибиотици, витамини и изотонични водни разтвори.

## Профилактика
Регулиране на числеността на полските гризачи и хищниците. Предпазване на кучето от кърлежи и кръвосмучещи насекоми чрез периодични екопаразитни бани. Избягване пиенето на вода на кучетата от блатна или застояла вода.